# ماریا روسا کاندیدو
ماریا روسا کاندیدو (ایتالیایی: Maria Rosa Candido; ۱۰ فوریهٔ ۱۹۶۷ – ۱۸ اکتبر ۱۹۹۳) اسکیت‌باز سرعت اهل ایتالیا بود.